# Czerwień (Białoruś)
Czerwień (biał. Чэрвень; ros. Червень) – miasto na Białorusi w obwodzie mińskim, stolica rejonu czerwieńskiego. Do 18 września 1923 nosił nazwę Ihumeń (biał. Ігумен, igumen); 10,1 tys. mieszkańców (2010).

## Historia
W 1909 roku, w czasie wyborów samorządowych, do rady miejskiej zostało wybranych 6 Rosjan, 3 Polaków i 1 Żyd.
Podczas okupacji hitlerowskiej, jesienią 1941 roku Niemcy utworzyli getto dla żydowskich mieszkańców. Przebywało w nim około 3500 osób. 1 lutego 1942 roku Niemcy zlikwidowali getto, a Żydów zamordowali na terenie getta. Sprawcami zbrodni było Einsatzkommando 8, żołnierze z 286 Dywizji Bezpieczeństwa oraz białoruska policja. Akcją dowodził oficer SS Heinz Richter. 
Urodził się tu Antoni Dubiński (ur. 30 lub 31 marca bądź 18 kwietnia 1891, zm. 1940 w Kijowie) – podpułkownik piechoty Wojska Polskiego.

### Miejsce straceń
W pobliskim lesie w uroczyskach Cegielnia i Wysoki Stan znajdują się masowe groby więźniów narodowości białoruskiej, polskiej i litewskiej przyprowadzonych z Mińska w trakcie tzw. „Drogi śmierci” po ataku Niemiec na ZSRR i zabitych 26 czerwca 1941 r. przez NKWD. W trakcie marszu zginęło 5–7 tysięcy osób. Do Czerwienia dotarło ok. 2 tysiące. Na przedmieściu rozstrzelano kilkaset osób.
Na grobach ustawiono kilka pomników, m.in. autorstwa miejscowego rzeźbiarza Gienadija Matusewicza, i tablic pamiątkowych. Od 1991 w końcu czerwca odbywają się tam uroczystości, niechętnie widziane przez obecne władze białoruskie.

#### Książki
- Lipińska G., Jeśli zapomnę o nich..., 1990
- Stankiewicz-Januszczak, J., Marsz śmierci – ewakuacja więźniów z Mińska do Czerwieni 24–27 czerwca 1941 r., Volumen (1999)
- Stankiewicz-Januszczak J., Dziś mówię ludziom, co mówiłam Bogu..., ISBN 83-914184-9-9.
- Petruitis J., Kaip jie mus sušaudė, Kaunas, 1942, 1990 (lit.)
- Tumas J. Kelias į Červenę, Vilnius, 1990 (lit.)